# Volta a Cataluña 1984
La Vuelta en Cataluña de 1984 fue la 64.ª edición de la Volta a Cataluña, que se disputó en 7 etapas del 5 al 12 de septiembre de 1984 con un total de 1.249,7 km. El vencedor final fue el irlandés Sean Kelly del equipo Skil-Reydel-Sem por delante de Pedro Muñoz del Teka, y de Ángel Arroyo del Reynolds.
La cuarta y la séptima etapa estaban divididas en dos sectores. había dos contrarrelojes individuales, una el Prólogo de Llansá y la otra en el primer sector de la séptima etapa.
La victoria final de Kelly se tuvo que decidir por los puntos, puesto que quedó empatado en tiempos con Pedro Muñoz. El español había ganado la etapa reina y el irlandés se había llevado el triunfo en cuatro etapas y las Clasificaciones de la Montaña y de la Regularidad.

## Etapas
| Etapa   | Fecha            | Ciudades de etapa                        | km    | Vencedor de la etapa | Líder de la general      |
| ------- | ---------------- | ---------------------------------------- | ----- | -------------------- | ------------------------ |
| Prólogo | 5 de septiembre  | Playa de Aro – Playa de Aro (CRI)        | 3,8   | Jesús Blanco Villar  | Jesús Blanco Villar      |
| 1ª      | 6 de septiembre  | Playa de Aro – San Baudilio de Llobregat | 175,5 | Sean Kelly           | Jesús Blanco Villar      |
| 2ª      | 7 de septiembre  | Barcelona – Tarragona                    | 192,2 | Alfonso Gutiérrez    | Jesús Blanco Villar      |
| 3ª      | 8 de septiembre  | Tarragona – Tárrega                      | 186,5 | Eddy Vanhaerens      | Francisco López Gonzalvo |
| 4ª A    | 9 de septiembre  | Tàrrega - Barcelona                      | 138,0 | Sean Kelly           | Jesús Blanco Villar      |
| 4ª B    | 9 de septiembre  | San Baudilio de Llobregat - Manresa      | 92,8  | Sean Kelly           | Sean Kelly               |
| 5.ª     | 10 de septiembre | Manresa - Planolas                       | 147,0 | Pedro Muñoz          | Pedro Muñoz              |
| 6.ª     | 11 de septiembre | Planolas – Llansá                        | 179,0 | Serge Demierre       | Pedro Muñoz              |
| 7ª A    | 12 de septiembre | Llansá – Sant Pere de Roda (CRI)         | 18,4  | Sean Kelly           | Sean Kelly               |
| 7ª B    | 12 de septiembre | Llansá – Gerona                          | 116,5 | Ronny Van Holen      | Sean Kelly               |

### Prólogo[1]
05-09-1984: Playa de Aro – Playa de Aro, 3,8 km. (CRI):
|   | Ciclista            | Equipo        | Puntos |
| - | ------------------- | ------------- | ------ |
| 1 | Jesús Blanco Villar | Teka          | 5' 12" |
| 2 | Serge Demierre      | Alfa Lum-Olmo | + 1"   |
| 3 | José Recio          | Kelme         | + 2"   |

|   | Ciclista            | Equipo        | Puntos |
| - | ------------------- | ------------- | ------ |
| 1 | Jesús Blanco Villar | Teka          | 5' 12" |
| 2 | Serge Demierre      | Alfa Lum-Olmo | + 1"   |
| 3 | José Recio          | Kelme         | + 2"   |

### 1ª etapa[2]
06-09-1984: Playa de Aro – San Baudilio de Llobregat, 175,5:
|   | Ciclista         | Equipo                      | Puntos     |
| - | ---------------- | --------------------------- | ---------- |
| 1 | Sean Kelly       | Skil-Reydel-Sem             | 4h 28' 26" |
| 2 | Ronny Van Holen  | Zafiro-Van de Vende-Colnago | m. t.      |
| 3 | José Luis Laguía | Reynolds                    | m. t.      |

|   | Ciclista            | Equipo                      | Puntos     |
| - | ------------------- | --------------------------- | ---------- |
| 1 | Jesús Blanco Villar | Teka                        | 4h 33' 38" |
| 2 | Serge Demierre      | Alfa Lum-Olmo               | + 01"      |
| 3 | Ronny Van Holen     | Zafiro-Van de Vende-Colnago | + 02"      |

### 2ª etapa[3]
07-09-1984: Barcelona – Tarragona, 192,2 km.:
|   | Ciclista            | Equipo        | Puntos     |
| - | ------------------- | ------------- | ---------- |
| 1 | Alfonso Gutiérrez   | Teka          | 4h 35' 52" |
| 2 | Giuseppe Martinelli | Alfa Lum-Olmo | m. t.      |
| 3 | Jesús Suárez Cueva  | Hueso         | + 02"      |

|   | Ciclista            | Equipo                      | Puntos     |
| - | ------------------- | --------------------------- | ---------- |
| 1 | Jesús Blanco Villar | Teka                        | 9h 09' 32" |
| 2 | Ronny Van Holen     | Zafiro-Van de Vende-Colnago | + 02"      |
| 3 | Julián Gorospe      | Reynolds                    | m. t.      |

### 3ª etapa[4]
08-09-1984: Tarragona – Tàrrega, 186,5 km.:
|   | Ciclista                 | Equipo                      | Puntos     |
| - | ------------------------ | --------------------------- | ---------- |
| 1 | Eddy Vanhaerens          | Zafiro-Van de Vende-Colnago | 4h 32' 41" |
| 2 | Francisco López Gonzalvo | Kelme                       | + 01"      |
| 3 | Enrique Aja              | Reynolds                    | m. t.      |

|   | Ciclista                 | Equipo   | Puntos      |
| - | ------------------------ | -------- | ----------- |
| 1 | Francisco López Gonzalvo | Kelme    | 13h 44' 52" |
| 2 | Enrique Aja              | Reynolds | + 03"       |
| 3 | Jesús Blanco Villar      | Teka     | + 13"       |

### 4ª etapa[5]
09-09-1984: Tàrrega - Barcelona, 138,0 km.:
| Resultado de la 4ª etapa A \| \| Ciclista \| Equipo \| Puntos \| \| - \| ------------------- \| --------------- \| ---------- \| \| 1 \| Sean Kelly \| Skil-Reydel-Sem \| 2h 55' 36" \| \| 2 \| Peio Ruiz Cabestany \| Orbea-Danena \| m. t. \| \| 3 \| José Recio \| Kelme \| m. t. \| |                     |                 |            |
| | Ciclista            | Equipo          | Puntos     |
| 1 | Sean Kelly          | Skil-Reydel-Sem | 2h 55' 36" |
| 2 | Peio Ruiz Cabestany | Orbea-Danena    | m. t.      |
| 3 | José Recio          | Kelme           | m. t.      |

### 4ª etapa B
09-09-1984: San Baudilio de Llobregat - Manresa, 92,8 km.:
|   | Ciclista         | Equipo          | Puntos     |
| - | ---------------- | --------------- | ---------- |
| 1 | Sean Kelly       | Skil-Reydel-Sem | 2h 25' 28" |
| 2 | José Luis Laguía | Reynolds        | m. t.      |
| 3 | Vicente Belda    | Kelme           | m. t.      |

|   | Ciclista       | Equipo          | Puntos      |
| - | -------------- | --------------- | ----------- |
| 1 | Sean Kelly     | Skil-Reydel-Sem | 19h 06' 09" |
| 2 | Ángel Arroyo   | Reynolds        | + 12"       |
| 3 | Julián Gorospe | Reynolds        | + 25"       |

### 5ª etapa[6]
10-09-1984: Manresa - Planolas, 147,0 km. :
|   | Ciclista           | Equipo          | Puntos     |
| - | ------------------ | --------------- | ---------- |
| 1 | Pedro Muñoz        | Teka            | 4h 05' 35" |
| 2 | Patrocinio Jiménez | Teka            | + 33"      |
| 3 | Sean Kelly         | Skil-Reydel-Sem | + 48"      |

|   | Ciclista     | Equipo          | Puntos      |
| - | ------------ | --------------- | ----------- |
| 1 | Pedro Muñoz  | Teka            | 23h 12' 13" |
| 2 | Sean Kelly   | Skil-Reydel-Sem | + 19"       |
| 3 | Ángel Arroyo | Reynolds        | + 34"       |

### 6ª etapa[7]
11-09-1984: Planolas – Llansá, 179,0 km.:
|   | Ciclista         | Equipo          | Puntos    |
| - | ---------------- | --------------- | --------- |
| 1 | Serge Demierre   | Alfa Lum-Olmo   | 4h 10' 05 |
| 2 | José Luis Laguía | Reynolds        | m. t.     |
| 3 | Sean Kelly       | Skil-Reydel-Sem | + 01' 05" |

|   | Ciclista     | Equipo          | Puntos      |
| - | ------------ | --------------- | ----------- |
| 1 | Pedro Muñoz  | Teka            | 27h 23' 23" |
| 2 | Sean Kelly   | Skil-Reydel-Sem | + 19"       |
| 3 | Ángel Arroyo | Reynolds        | + 34"       |

### 7ª etapa[8]
12-09-1984: Llansá – Sant Pere de Roda, 18,4 km. (CRI):
| Resultado de la 7ª etapa A \| \| Ciclista \| Equipo \| Puntos \| \| - \| -------------- \| --------------- \| --------- \| \| 1 \| Sean Kelly \| Skil-Reydel-Sem \| 32' 47" \| \| 2 \| Pedro Muñoz \| Teka \| +19" \| \| 3 \| Julián Gorospe \| Reynolds \| + 01' 19" \| |                |                 |           |
| | Ciclista       | Equipo          | Puntos    |
| 1 | Sean Kelly     | Skil-Reydel-Sem | 32' 47"   |
| 2 | Pedro Muñoz    | Teka            | +19"      |
| 3 | Julián Gorospe | Reynolds        | + 01' 19" |

### 7a etapa B
12-09-1984: Llansá – Gerona, 116,5 km.:
|   | Ciclista        | Equipo                      | Puntos     |
| - | --------------- | --------------------------- | ---------- |
| 1 | Ronny Van Holen | Zafiro-Van de Vende-Colnago | 2h 50' 00" |
| 2 | Enrique Aja     | Reynolds                    | +01"       |
| 3 | Nico Emonds     | Teka                        | +11"       |

|   | Ciclista     | Equipo          | Puntos      |
| - | ------------ | --------------- | ----------- |
| 1 | Sean Kelly   | Skil-Reydel-Sem | 30h 46' 44" |
| 2 | Pedro Muñoz  | Teka            | m. t.       |
| 3 | Ángel Arroyo | Reynolds        | + 01' 51"   |

## Clasificación General
|    | Ciclista                 | Equipo                 | Tiempo      |
| -- | ------------------------ | ---------------------- | ----------- |
|    | Sean Kelly               | Skil-Reydel-Sem        | 30h 46' 44" |
| 2  | Pedro Muñoz              | Teka                   | m. t.       |
| 3  | Ángel Arroyo             | Reynolds               | + 01' 51"   |
| 4  | Alberto Fernández Blanco | Zor                    | + 02' 03"   |
| 5  | Julián Gorospe           | Reynolds               | + 03' 52"   |
| 6  | Vicente Belda            | Kelme                  | + 03' 54"   |
| 7  | Robert Millar            | Peugeot-Shell-Michelin | + 04' 04"   |
| 8  | Antoni Coll              | Teka                   | + 04' 17"   |
| 9  | Patrocinio Jiménez       | Teka                   | + 05' 42"   |
| 10 | Eduardo Chozas           | Zor                    | + 06' 23"   |

## Clasificaciones secundarias
|   | Ciclista           | Equipo          | Puntos    |
| - | ------------------ | --------------- | --------- |
| 1 | Sean Kelly         | Skil-Reydel-Sem | 39 puntos |
| 2 | Pedro Muñoz        | Teka            | 38 puntos |
| 3 | Patrocinio Jiménez | Teka            | 30 puntos |

|   | Ciclista                 | Equipo                      | Puntos    |
| - | ------------------------ | --------------------------- | --------- |
| 1 | Herman Frison            | Zafiro-Van de Vende-Colnago | 22 puntos |
| 2 | Francisco López Gonzalvo | Kelme                       | 15 puntos |
| 3 | José Recio               | Kelme                       | 7 puntos  |

|   | Ciclista         | Equipo          | Puntos    |
| - | ---------------- | --------------- | --------- |
| 1 | Sean Kelly       | Skil-Reydel-Sem | 77 puntos |
| 2 | José Luis Laguía | Reynolds        | 33 puntos |
| 3 | Pedro Muñoz      | Teka            | 28 puntos |

|   | Equipo   | Nacionalidad | Tiempo      |
| - | -------- | ------------ | ----------- |
| 1 | Teka     | España       | 92h 26' 09" |
| 2 | Reynolds | España       | + 02' 37"   |
| 3 | Zor      | España       | + 09' 14"   |